# Lepidagathis oubanguiensis
Lepidagathis oubanguiensis är en akantusväxtart som beskrevs av Raymond Benoist. Lepidagathis oubanguiensis ingår i släktet Lepidagathis och familjen akantusväxter. Inga underarter finns listade i Catalogue of Life.